# Corsano
Corsano ist eine südostitalienische Gemeinde (comune) in der Provinz Lecce der Region Apulien.

## Geografie
Corsano hat 5119 Einwohner (Stand 31. Dezember 2023). Die Gemeinde liegt etwa 54 Kilometer südöstlich der Provinzhauptstadt Lecce im südlichen Salento. Bis zum Ionischen Meer sind es etwas weniger als drei Kilometer.

## Verkehr
Wie die Nachbargemeinde Alessano bedient der Bahnhof Alessano Corsano an der Bahnstrecke Zollino–Gagliano Leuca auch Corsano.

## Gemeindepartnerschaft
Corsano unterhält seit 2009 eine Partnerschaft mit der französischen Gemeinde Romans-sur-Isère im Département Drôme.